# Мавричев В’ячеслав Олегович
В'ячеслав Олегович Мавричев — український журналіст, редактор, медіаменеджер. Кавалер ордена «За заслуги» III ступеня (2022).

## Життєпис
Працював регіональним кореспондентом програми «Надзвичайні новини» на телеканалі ICTV.
У 2023 році закінчив навчання на факультеті аудіовізуального мистецтва Харківської державної академії культури за освітньою програмою «Телерепортерство». Працює головним редактором новин Філії «Харківська регіональна дирекція» акціонерного товариства «Національна суспільна телерадіокомпанія України».
З початком російського вторгнення в Україну В'ячеслав Мавричев включається у національний і міжрегіональний марафони та робить сюжети про наслідки війни на Харківщині.

## Нагороди
- орден «За заслуги» III ступеня (6 червня 2022) — за вагомий особистий внесок у розвиток вітчизняної журналістики та інформаційної сфери, мужність і самовідданість, виявлені під час висвітлення подій повномасштабного вторгнення Російської Федерації на територію України, багаторічну сумлінну працю та високу професійну майстерність[4].
- Почесна грамота Національної ради України з питань телебачення і радіомовлення (16 лютого 2023)[5].